# Urs Vescoli
Urs Vescoli (7 de noviembre de 1966) es un deportista suizo que compitió en skeleton. Ganó una medalla de bronce en el Campeonato Europeo de Skeleton de 1985.

## Palmarés internacional
| Campeonato Europeo | Campeonato Europeo    | Campeonato Europeo | Campeonato Europeo |
| Año                | Lugar                 | Medalla            | Prueba             |
| ------------------ | --------------------- | ------------------ | ------------------ |
| 1985               | Sarajevo (Yugoslavia) | Medalla de bronce  | Individual         |